# Sjeverni sedmogodišnji rat
Sjeverni sedmogodišnji rat (također poznat kao sedmogodišnji rat, Prvi sjeverni rat ili Sedmogodišnji rat u Skandinaviji) bio je rat između Kraljevine Švedske i koalicije Danske i Norveške, Lübecka i Poljsko-litvanske unije, koji se vodio između 1563. i 1570. godine. U njemačkoj historiografiji se naziva "rat tri krune" (Dreikronenkrieg). Rat je bio motiviran nezadovoljstvom kralja Fridrika II. od Danske pri raspadu Kalmarske unije i oporukom kralja Erica XIV. od Švedske s ciljem razbijanja danske dominantne pozicije. Borbe su trajale dok obje vojske nisu iscrpljene, te mnoštvo ljudi poginulo. Ugovor iz Stettina je smirio sukob, bez teritorijalnih promjena.

## Galerija
- Fridrik II. (1534.–1588.), kralj Danske i Norveške od 1559. do 1588. g.
- Erik XIV. (1533.–1577.), švedski kralj od 1560. do 1568. g.
- Ivan III. Vasa (1537.–1592.), švedski kralj od 1568. do 1592. g.
- Daniel Rantzau
- Herluf Trolle 1551. g.